# بهداشت دندان (فیلم)
بهداشت دندان فیلم مستندی به کارگردانی و نویسندگی عباس کیارستمی است که در سال ۱۹۸۰ میلادی ساخته شد.